# Зимняя Универсиада 1970
Зимняя Универсиада 1970 года — VI зимняя Универсиада, прошла в финском городе Рованиеми с 3 по 9 апреля. Впервые в истории летняя и зимняя Универсиады проводились в один год. Участвовал 421 спортсмен (326 мужчин и 95 женщин) и 158 официальных лиц из 25 стран.

## Медали
| Место | Страна       | Золото | Серебро | Бронза | Всего |
| 1     | СССР         | 13     | 16      | 8      | 37    |
| 2     | США          | 5      | 4       | 1      | 10    |
| 3     | ФРГ          | 3      | 1       | 5      | 9     |
| 4     | Чехословакия | 3      | 0       | 0      | 3     |
| 5     | Польша       | 0      | 2       | 1      | 3     |
| 6     | КНДР         | 0      | 1       | 1      | 2     |
| 7     | Австрия      | 0      | 0       | 3      | 3     |
| 8     | Япония       | 0      | 0       | 2      | 2     |
| 9     | Финляндия    | 0      | 0       | 1      | 1     |
| 9     | Франция      | 0      | 0       | 1      | 1     |

## Страны-участницы
- Австрия
- Болгария
- Великобритания
- Венгрия
- ГДР
- Греция
- Испания
- Италия
- КНДР
- Канада
- Монголия
- Нидерланды
- Норвегия
- Польша
- Румыния
- СССР
- США
- Финляндия
- Франция
- ФРГ
- Чехословакия
- Швейцария
- Швеция
- Югославия
- Япония

## Результаты соревнований

### Горнолыжный спорт

#### Мужчины
| Дисциплина        | Золото             | Серебро               | Бронза       |
| ----------------- | ------------------ | --------------------- | ------------ |
| Гигантский слалом | Эрик Поульсен      | Анджей Бахледа-Цурусь | Франц Фоглер |
| Слалом            | Кристиан Нойройтер | Эрик Поульсен         | Серж Рамю    |
| Комбинация        | Эрик Поульсен      | Анджей Бахледа-Цурусь | Франц Фоглер |

#### Женщины
| Дисциплина        | Золото      | Серебро        | Бронза       |
| ----------------- | ----------- | -------------- | ------------ |
| Гигантский слалом | Роуз Фортна | Карен Корфанта | Дитлинд Клос |
| Слалом            | Роуз Фортна | Энн Блэк       | Трауте Хакер |
| Комбинация        | Роуз Фортна | Карен Корфанта | Энн Блэк     |

### Конькобежный спорт

#### Мужчины
| Дистанция | Золото             | Золото  | Серебро                              | Серебро | Бронза            | Бронза  |
| --------- | ------------------ | ------- | ------------------------------------ | ------- | ----------------- | ------- |
| 500 м     | Эрхард Келлер      | 40,5    | Валерий Муратов                      | 41,0    | Валерий Троицкий  | 41,5    |
| 1500 м    | Валерий Троицкий   | 2:13,0  | Валерий Лаврушкин Александр Чекулаев | 2:15,2  |                   |         |
| 5000 м    | Александр Чекулаев | 7:50,0  | Валерий Троицкий                     | 7:54,1  | Валерий Лаврушкин | 8:00,7  |
| 10000 м   | Александр Чекулаев | 16:20,6 | Валерий Лаврушкин                    | 16:38,8 | Осаму Найто       | 16:48,6 |

#### Женщины
| Дистанция | Золото                        | Золото | Серебро                        | Серебро | Бронза           | Бронза |
| --------- | ----------------------------- | ------ | ------------------------------ | ------- | ---------------- | ------ |
| 500 м     | Нина Статкевич Людмила Титова | 46,7   |                                |         | Людмила Миронова | 48,6   |
| 1000 м    | Нина Статкевич                | 1:36,8 | Людмила Титова Галина Нефедова | 1:39,5  |                  |        |
| 1500 м    | Нина Статкевич                | 2:26,5 | Хва Ханпиль                    | 2:29,6  | Людмила Титова   | 2:30,0 |
| 3000 м    | Капитолина Серёгина           | 5:13,6 | Нина Статкевич                 | 5:14,2  | Хва Ханпиль      | 5:14,3 |

### Лыжные гонки

#### Мужчины
| Дисциплина                | Золото                                                                | Золото  | Серебро                                                            | Серебро | Бронза             | Бронза  |
| ------------------------- | --------------------------------------------------------------------- | ------- | ------------------------------------------------------------------ | ------- | ------------------ | ------- |
| 15 км классическим стилем | Фёдор Симашев                                                         | 45:40   | Владимир Долганов                                                  | 46:18   | Герт-Дитмар Клаузе | 46:36   |
| Эстафета 4 x 10 км        | СССР Юрий Брагин Абделсамат Валиуллин Владимир Долганов Фёдор Симашев | 2:07:29 | ГДР Герд Хесслер Герхард Гриммер Гюнтер Штюцнер Герт-Дитмар Клаузе | 2:09:37 | Япония             | 2:14:45 |

#### Женщины
| Дисциплина                | Золото                                         | Золото | Серебро                                                 | Серебро | Бронза                                             | Бронза |
| ------------------------- | ---------------------------------------------- | ------ | ------------------------------------------------------- | ------- | -------------------------------------------------- | ------ |
| 10 км классическим стилем | Яна Елистратова                                | 32:29  | Алевтина Олюнина                                        | 33:09   | Карин Шайдель                                      | 33:30  |
| Эстафета 3 x 5 км         | ГДР Габриэль Хаупт Кристель Тиль Карин Шайдель | 54:22  | СССР Яна Елистратова Любовь Меньшикова Алевтина Олюнина | 54:53   | Польша Кристина Туровская Тереза Мерена Мария Крок | 58:14  |

### Лыжное двоеборье
| Дисциплина | Золото            | Золото | Серебро      | Серебро | Бронза           | Бронза |
| ---------- | ----------------- | ------ | ------------ | ------- | ---------------- | ------ |
|            | Николай Ноговицын | 411,4  | Юрий Козулин | 398,0   | Владимир Русинов | 383,7  |

### Прыжки на лыжах с трамплина
Соревнования проходили на лыжном центре Оунасваара.
| Дисциплина          | Золото                             | Серебро                               | Бронза                           |
| ------------------- | ---------------------------------- | ------------------------------------- | -------------------------------- |
| Нормальный трамплин | Гарий Напалков 227,5 (83,5 + 88,5) | Александр Иванников 220,6 (81,5 + 87) | Райнер Шмидт 215,0 (83,5 + 83,5) |

### Фигурное катание
| Дисциплина                | Золото                                          | Серебро                                | Бронза                             |
| ------------------------- | ----------------------------------------------- | -------------------------------------- | ---------------------------------- |
| Мужское одиночное катание | Ондрей Непела                                   | Сергей Четверухин                      | Сергей Волков                      |
| Женское одиночное катание | Жужа Альмаши                                    | Дженни Вальш                           | Кэйко Миягава                      |
| Парное катание            | СССР Людмила Смирнова Андрей Сурайкин           | СССР Галина Карелина Георгий Проскурин | Австрия Эвелин Шнайдер Вилли Битак |
| Танцы на льду             | Чехословакия Диана Скотницкая Мартин Скотницкий | СССР Светлана Бакина Борис Рублёв      |                                    |

### Хоккей
| Золото | Серебро | Бронза |
| ЧехословакияПавол Бачиак Петр Брдичка Йозеф Буковинский Иван Глинка Ярослав Голик Йозеф Горешовский Иван Грандтнер Владимир Дзурилла Петр Зеленка Милан Кужела Владимир Лукшейдер Милан Мруквия Владимир Надрхал Вацлав Недоманский Карел Румл Франтишек Шевчик Ян Эйсселт Иржи Янак тренер Ян Старший В. Заводский | СССРГригорий Велижанин Валерий Голоухов Александр Елистратов Валерий Зубарев Владимир Игошин Анатолий Карпов Виктор Ликсюткин Юрий Ляпкин Рим Мендубаев Юрий Морозов Сергей Николаев Виктор Пучков Александр Сапёлкин Александр Сырцов Владимир Сырцов Геннадий Сырцов Евгений Трухачёв Александр Цепелев тренеры Николай Эпштейн Юрий Морозов | ФинляндияЭркки Айраксинен Пертти Ансакорпи Юхани Исо-Эскели Ильпо Куйсма Сеппо Лааккио Тимо Лахтинен Яакко Марттинен Матти Мурто Эско Мякинен Ханну Нийттоахо Раули Оттила Реййо Паксаль Антти Перттула Матти Раутеэ Пекка Раутеэ Тимо Саари Йорма Тхусберг Реййо Хаканен тренер Матти Пелтонен |